# Philippe-Charles d'Orléans
Titre
Duc de Valois
16 juillet 1664 – 8 décembre 1666
Philippe Charles d'Orléans, Duc de Valois, Petit-fils de France, né le 16 juillet 1664 à Fontainebleau et mort le 8 décembre 1666 à Paris, neveu de Louis XIV, est un prince français, fils de «Monsieur», Philippe d'Orléans, frère unique du roi, et de «Madame», Henriette d'Angleterre.

## Biographie
Philippe-Charles d'Orléans naît au Château de Fontainebleau le 16 juillet 1664. Titré «Duc de Valois» à sa naissance par son père, il est le fils de Philippe d'Orléans, frère unique du roi, et de son épouse Henriette d'Angleterre. L'enfant est ondoyé dans le chambre de Madame, en présence du roi Louis XIV et de la reine Marie-Thérèse, par Messire Antoine Durand, curé de la paroisse Saint-Louis de Fontainebleau, assisté de Messire Chesnay, prêtre, lui servant de clerc.
Le 6 décembre 1666, Philippe-Charles est baptisé en la chapelle du Palais-Royal à Paris par Daniel de Cosnac, premier Aumônier de Monsieur. Il a pour parrain le roi Charles II d'Angleterre, son oncle maternel dont il tient son deuxième prénom, et pour marraine la reine Marie-Thérèse de Habsbourg, sa tante, épouse de Louis XIV. Le parrain et la marraine absents sont représentés par Henri-Jules de Bourbon-Condé, prince du Sang de France et duc d'Enghien, et par la «Grande Mademoiselle» Anne-Marie-Louise d'Orléans. L'absence de la reine, pourtant demeurant à Paris, s'explique sans doute par l'urgence du baptême. L'enfant se meurt.
Deux jours plus tard, le 8 décembre 1666, le jour de la Fête de l'Immaculée Conception, Philippe-Charles d'Orléans meurt à huit heures du soir au Palais-Royal à Paris, âgé de deux ans et demi. Le lendemain, 9 décembre 1666, son cœur est déposé en la chapelle Sainte-Anne de l'église Notre-Dame du Val-de-Grâce et ses entrailles sont portées en la chapelle d'Orléans de l'église du Couvent des Célestins de Paris, puis le jour suivant, 10 décembre 1666, le petit enfant est inhumé en la Nécropole royale de l'Abbaye de Saint-Denis.